# Watertoren (Hasselt Willekensmolenstraat)
De watertoren aan de Willekensmolenstraat in Hasselt werd gebouwd in 1911 door de gebroeders Grondel uit Gent. De toren is 46 meter hoog en heeft een capaciteit van 200 m³. Samen met de watertoren aan de Sint-Truidersteenweg en die van Schimpen verzorgt deze toren de drinkwatervoorziening van Hasselt.

## Beschrijving
De watertoren bestaat uit een betonnen cilindervormige kuip op een open constructie met dubbele pijlercirkel. De buitenste pijlercirkel telt acht pijlers. In 1992 werd de toren gerestaureerd en door de leerlingen van de Stedelijke Academie voor Schone Kunsten beschilderd.